# Komjatná
Komjatná – wieś i gmina (obec) w powiecie Rużomberk, kraju żylińskim, w północnej Słowacji. Leży na dolnym Liptowie, ok. 15 km na północny zachód od Rużomberku.
Wieś położona jest w górnej części doliny potoku Komjatná (dopływ Wagu), tworzącej tu dość szeroką, urodzajną kotlinę powyżej głębokiego i wąskiego przewężenia Komjatnianskiej doliny (Komjatnianská dolina). Pomimo iż leży po północnej stronie tzw. Szypskiej Fatry i wygodniejszy dostęp do niej jest od strony Orawy, należy do historycznych ziem Liptowa. Częścią Komjatnej jest osada Studničná, położona w zamknięciu doliny ok. 2 km na południowy wschód od centrum wsi, w malowniczej scenerii wapiennych skał Hlavačka (na pn.) i Sivá skala (na pd.), oraz porośniętych lasem szczytów Žiar, Kotolnica, Tlstá hora, Klzká hora i Radičiná.
Człowiek pojawił się na terenie dzisiejszej wsi bardzo wcześnie. Świadczą o tym dokonane na pograniczu Komjatnej oraz sąsiednich wsi: Jasenovej i Žaškova bogate znaleziska broni, siekier i sierpów z młodszej epoki brązu. Największym z nich był „skarb” 11 mieczy tzw. typu liptowskiego. Znaleziono tu również ślady osadnictwa kultury puchowskiej.
Doliną potoku Komjatná wiódł od niepamiętnych czasów szlak handlowy, łączący Dolny Liptów z Orawą. Nazwa wsi, wywodząca się jakoby od słowa komňata, oznaczającego przydrożny gościniec, mogłaby świadczyć, że istniało przy tym szlaku jakieś stałe osadnictwo już w XIII w.
Pierwsza wzmianka pisemna o Komjatnej pochodzi z roku 1330, kiedy to tereny dzisiejszej wsi darował żupan Doncz szlachcicowi imieniem Piotr. Rok ten uznawany jest za datę lokacji Komjatnej. Rozwijająca się powoli wieś pańszczyźniana należała następnie aż do 1848 r. do rodziny Turanskich z Turíka. Pierwsza wzmianka o szkole w Komjatnej pochodzi z 1697 r., kiedy uczył w niej w języku łacińskim nauczyciel Michal Kozay. W roku 1715 wieś była wspominana jako Possessio Komiattna. Osada Studničná notowana była po raz pierwszy w 1600 r. Mieszkańcy zajmowali się rolnictwem, handlem zbożem, a także wyplataniem i sprzedażą wiklinowych koszy.
Już w XV w. Komjatná była siedzibą parafii, zgrupowanej wokół kościoła pw. Świętego Ducha (wspominany w 1492 r., zaniknął przed 1820 r.) i obejmującej również inne wsie najniższej części Liptowa (tj. Hubová, Stankovany i Švošov). Obecnie we wsi znajduje się kościół katolicki pw. św. Galla opata z 1823 r., murowany, klasycystyczny. W ołtarzu obraz przedstawiający patrona kościoła pędzla J.B. Klemensa. W wystroju wnętrza wyróżniają się nadto ambona z barokowymi rzeźbami ewangelistów oraz procesyjna figura Matki Boskiej Niepokalanego Poczęcia.

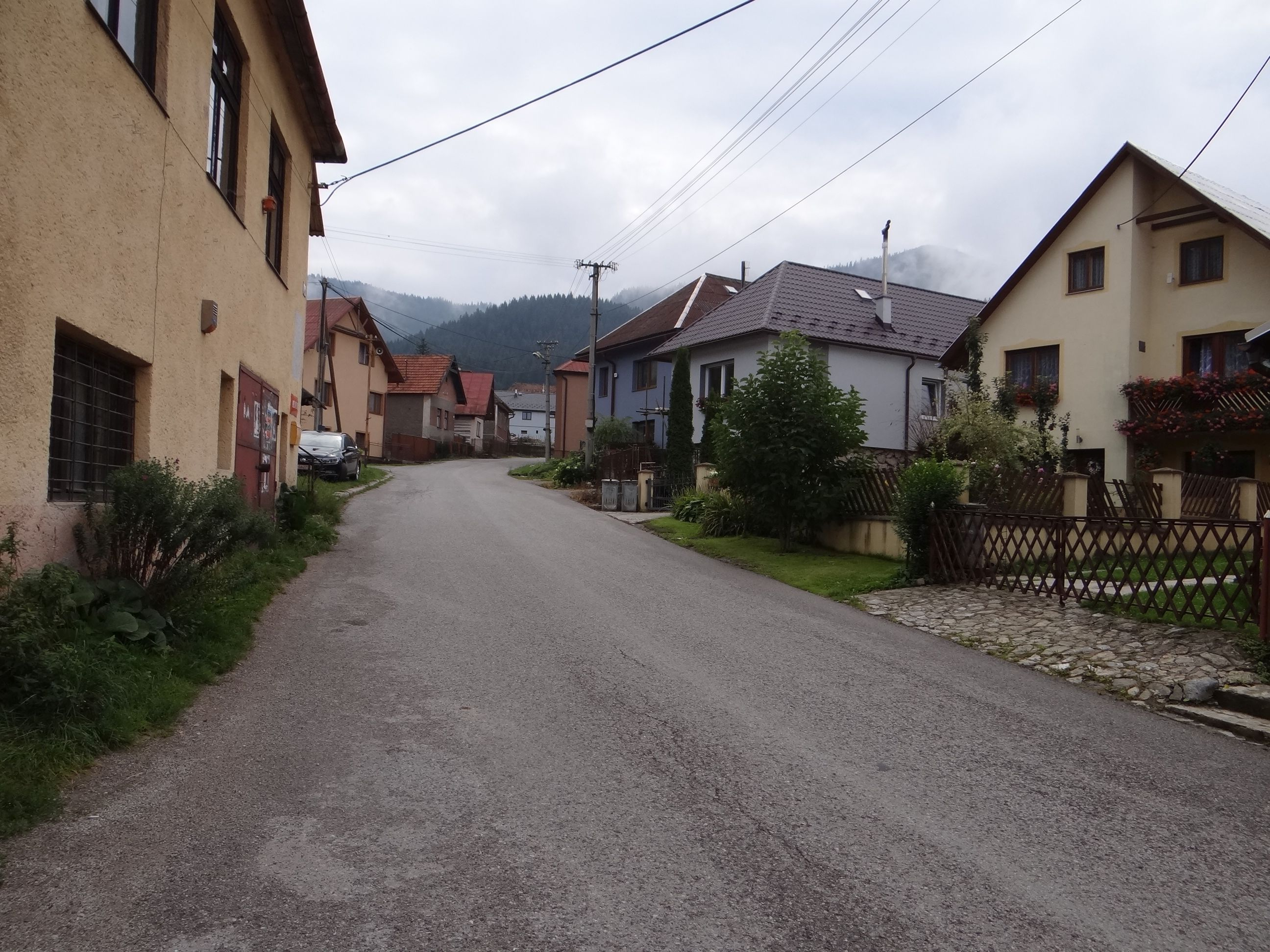
Ulica
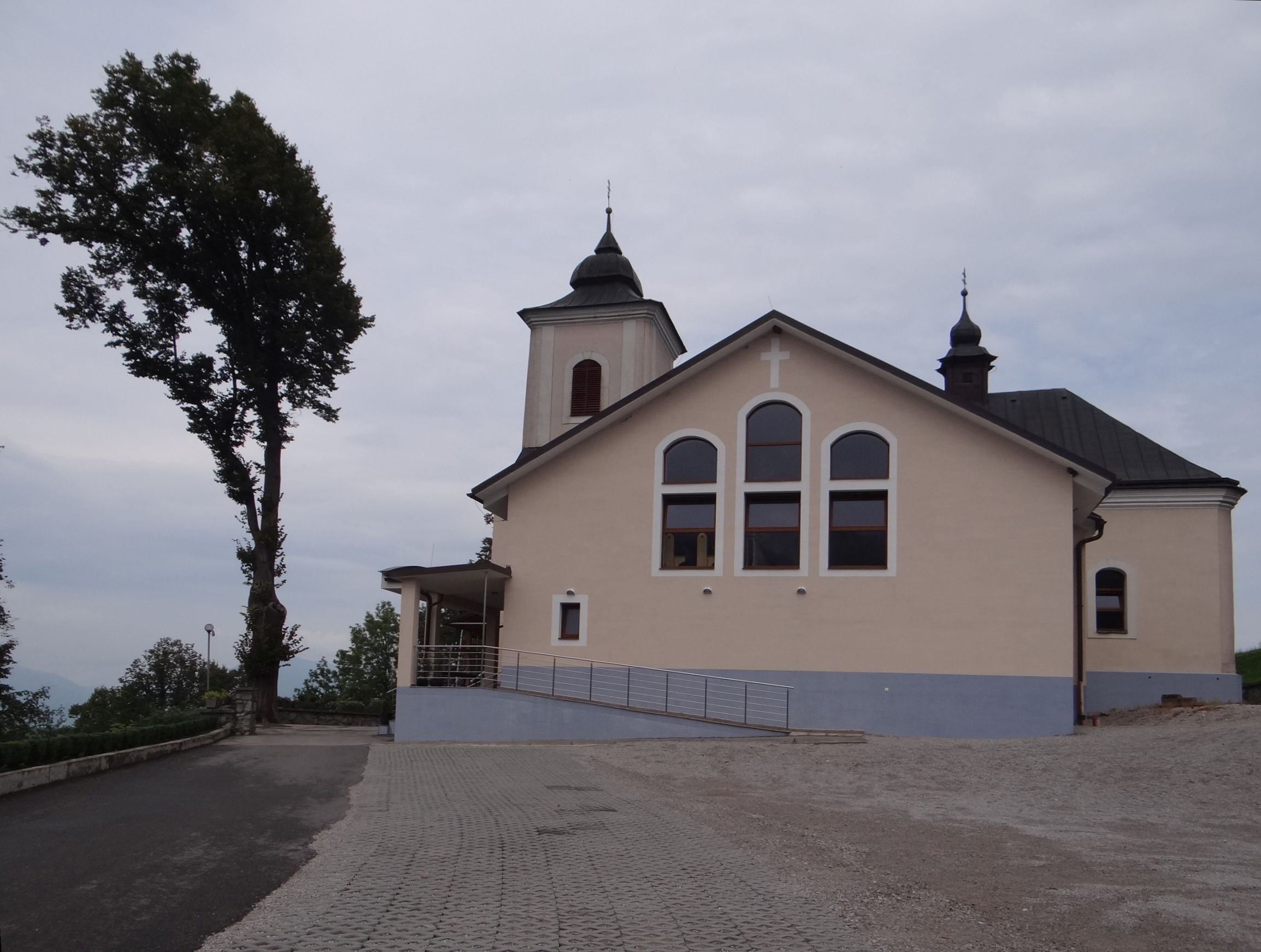
Kościół
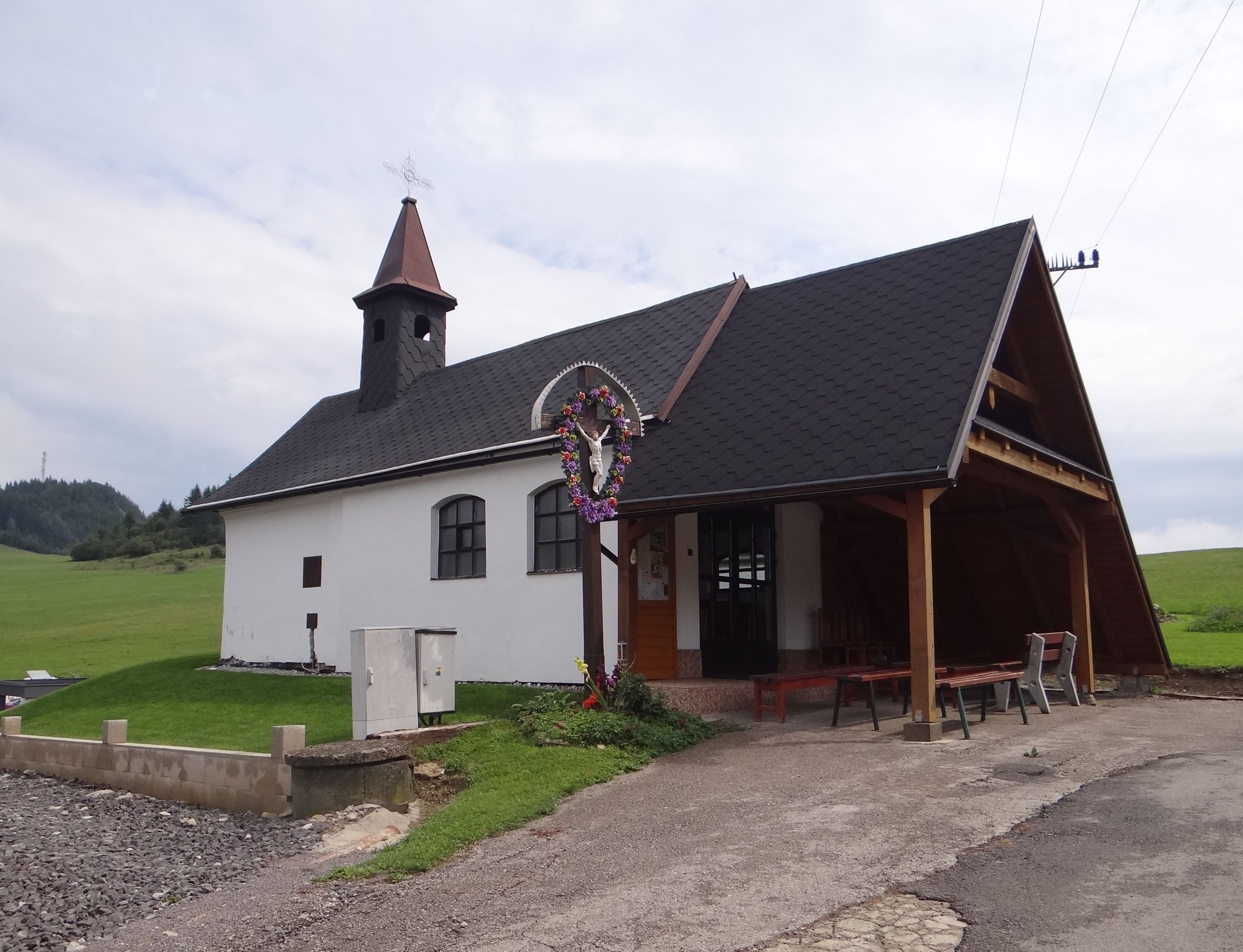
Kaplica
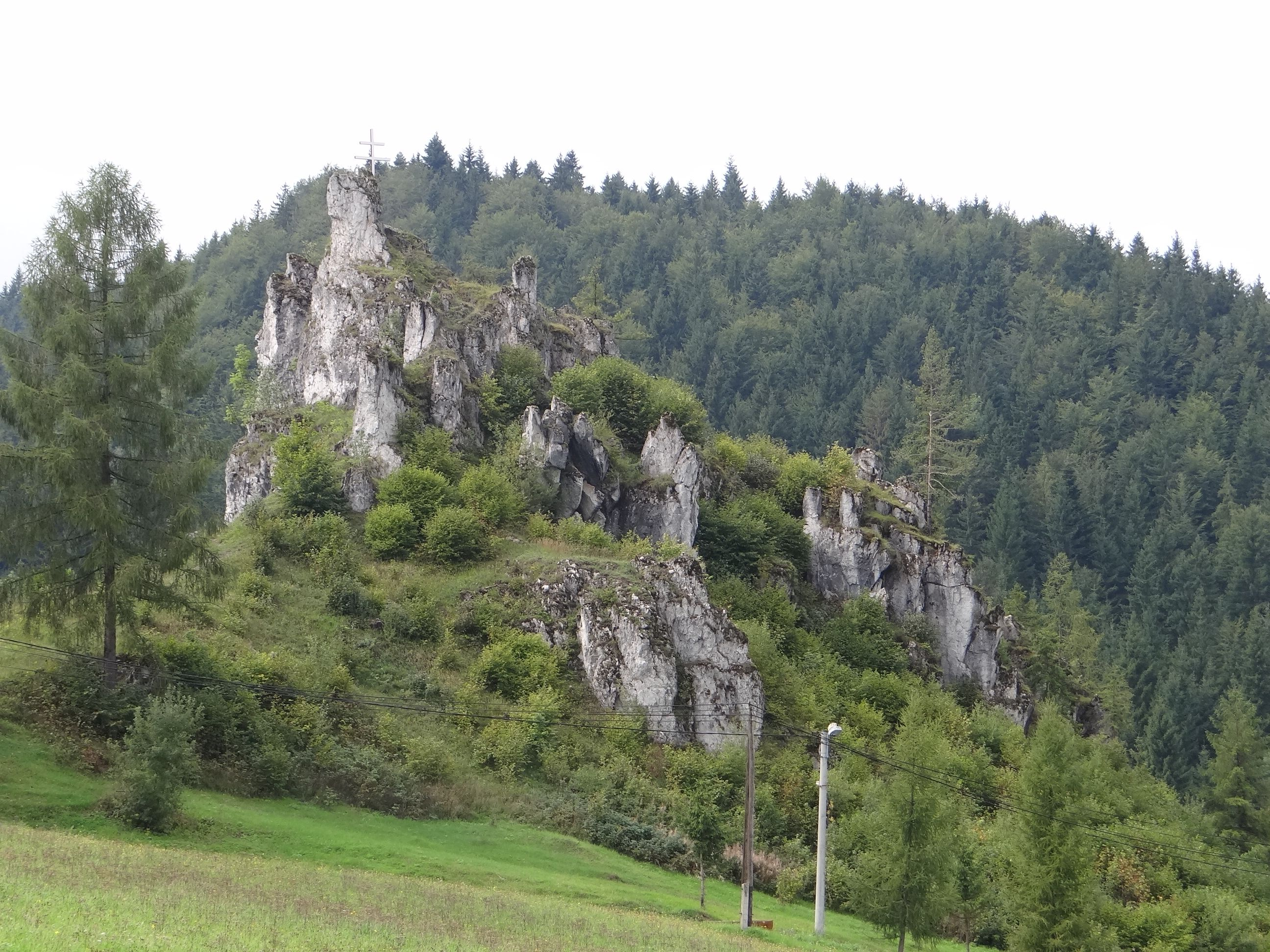
Skały
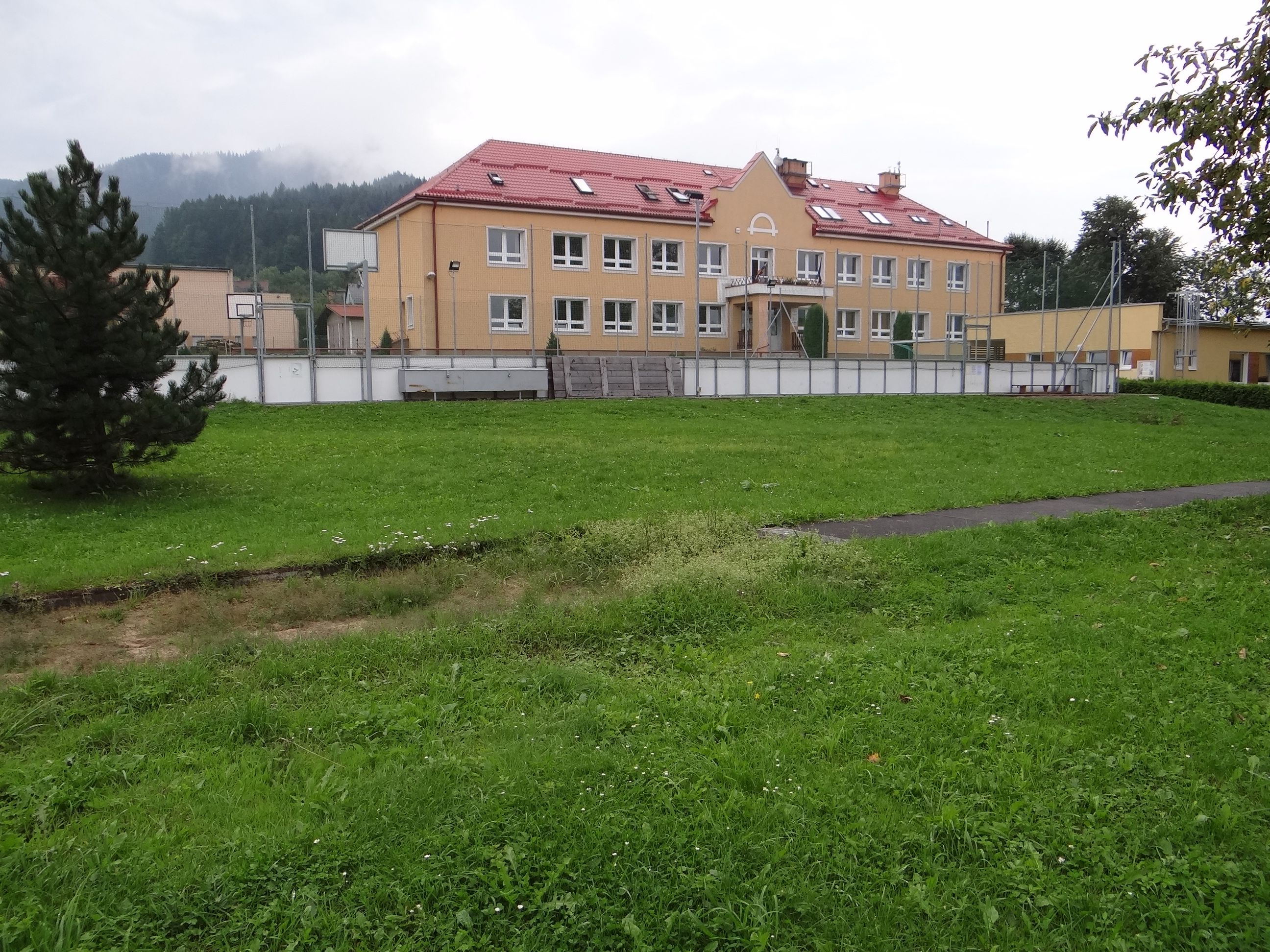
Szkoła
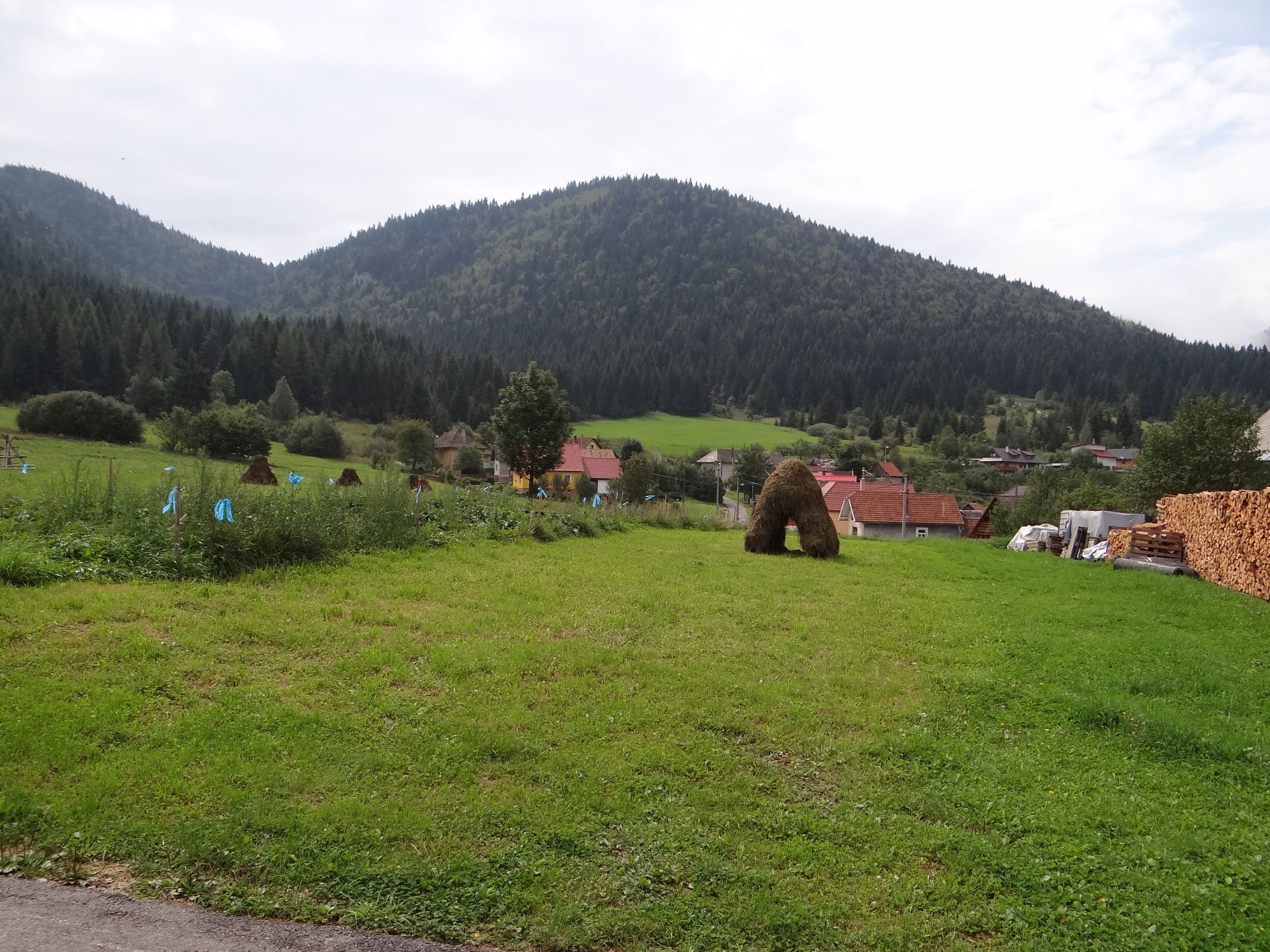
Studničná